# Fernando Casado Poyo
Fernando Casado Poyo, nació el 18 de julio de 1943 en Pamplona (Navarra, España) fue un pelotari español que fue seleccionado para disputar los Juegos Olímpicos de México en la modalidad de paleta cuero. En dichos juegos la pelota vasca formó parte como deporte de exhibición, en la que se disputaron diversas modalidades. Formó parte junto a sus compañeros Kiko Caballero, Alberto Ancizu y Reyzabal, logrando finalmente la medalla de plata tras la selección de Francia.
También fue seleccionado para disputar los Campeonatos del Mundo de Pelota, disputados en 1966 en Montevideo, alcanzando la medalla de plata, en 1970 en San Sebastián, logrando el oro y en 1974 nuevamente en Montevideo, llevándose el bronce.
A nivel nacional logró como aficionado los Campeonatos de España de pala corta en 1971 y 1974.
Como seleccionador nacional de paleta cuero y pala corta, participó en el mundial absoluto de Cuba 1990 (Oro paleta cuero y Oro pala corta) y San Juan de Luz 1994 (plata paleta cuero y oro pala corta) y en la Olimpiada de Barcelona 1992 (oro paleta cuero y oro pala corta), donde la pelota vasca fue deporte de exhibición. Participó en los mundiales sub-22 de Uruguay 1984 (oro paleta cuero y oro pala corta) , Francia 1988 (oro paleta cuero, oro pala corta y bronce paleta cuero trinkete), Cuba 1992 (bronce paleta cuero y bronce pala corta)y Argentina 1993 (plata paleta cuero trinkete)
Es digno de destacar que su hijo Kiko Casado también fue un destacado palista que logró el paso a profesionales tras disputar diversos campeonatos del mundo.